# Frankrike i olympiska sommarspelen 2008
Frankrike i olympiska sommarspelen 2008 bestod av 323 idrottare som blivit uttagna av Frankrikes olympiska kommitté.

## Badminton
- Huvudartikel: Badminton vid olympiska sommarspelen 2008
- Herrar

| Namn              | Gren   | 32-delsfinal                        | 16-delsfinal                  | 8-delsfinal                | Kvartsfinal      | Semifinal        | Final            | Final            |
| Namn              | Gren   | Resultat                            | Resultat                      | Resultat                   | Resultat         | Resultat         | Resultat         | Plats            |
| ----------------- | ------ | ----------------------------------- | ----------------------------- | -------------------------- | ---------------- | ---------------- | ---------------- | ---------------- |
| Erwin Kehlhoffner | Singel | S Gomez (AUS) W 19-21, 22-20, 21-15 | E Mambwe (ZAM) W 21-15, 21-17 | Chen J (CHN) L 10-21, 6-21 | Gick inte vidare | Gick inte vidare | Gick inte vidare | Gick inte vidare |

- Damer

| Namn       | Gren   | 32-delsfinal | 16-delsfinal                | 8-delsfinal                         | Kvartsfinal                        | Semifinal        | Final            | Final            |
| Namn       | Gren   | Resultat     | Resultat                    | Resultat                            | Resultat                           | Resultat         | Resultat         | Plats            |
| ---------- | ------ | ------------ | --------------------------- | ----------------------------------- | ---------------------------------- | ---------------- | ---------------- | ---------------- |
| Pi Hongyan | Singel |              | C Rivero (PER) W 21-6, 21-9 | E Hirose (JPN) W 21-12, 16-21, 21-6 | Zhang N (CHN) L 8-21, 21-19, 19-21 | Gick inte vidare | Gick inte vidare | Gick inte vidare |

## Bordtennis
- Huvudartikel: Bordtennis vid olympiska sommarspelen 2008
- Singel, herrar

| Idrottare         | Gren   | Grundomgång          | Omgång 1                    | Omgång 2                 | Omgång 3             | Omgång 4             | Kvartsfinal          | Semifinal            | Final                |
| Idrottare         | Gren   | Motståndare Resultat | Motståndare Resultat        | Motståndare Resultat     | Motståndare Resultat | Motståndare Resultat | Motståndare Resultat | Motståndare Resultat | Motståndare Resultat |
| ----------------- | ------ | -------------------- | --------------------------- | ------------------------ | -------------------- | -------------------- | -------------------- | -------------------- | -------------------- |
| Patrick Chila     | Singel | Bye                  | Janos Jacab (HUN) L 3-4     | Gick inte vidare         | Gick inte vidare     | Gick inte vidare     | Gick inte vidare     | Gick inte vidare     | Gick inte vidare     |
| Damien Eloi       | Singel | Bye                  | Ahmed Ali Saleh (EGY) W 4-3 | Jun Mizutani (JPN) L 3-4 | Gick inte vidare     | Gick inte vidare     | Gick inte vidare     | Gick inte vidare     | Gick inte vidare     |
| Christophe Legout | Singel | Bye                  | Doan Kien Quoc (VIE) L 2-4  | Gick inte vidare         | Gick inte vidare     | Gick inte vidare     | Gick inte vidare     | Gick inte vidare     | Gick inte vidare     |

- Singel, damer

| Idrottare    | Gren   | Grundomgång          | Omgång 1             | Omgång 2                | Omgång 3             | Omgång 4             | Kvartsfinal          | Semifinal            | Final                |
| Idrottare    | Gren   | Motståndare Resultat | Motståndare Resultat | Motståndare Resultat    | Motståndare Resultat | Motståndare Resultat | Motståndare Resultat | Motståndare Resultat | Motståndare Resultat |
| ------------ | ------ | -------------------- | -------------------- | ----------------------- | -------------------- | -------------------- | -------------------- | -------------------- | -------------------- |
| Xian Yi Fang | Singel | Bye                  | Xu Jie (POL) W 4-3   | Lau Sui Fei (HKG) L 1-4 | Gick inte vidare     | Gick inte vidare     | Gick inte vidare     | Gick inte vidare     | Gick inte vidare     |

## Boxning
- Huvudartikel: Boxning vid olympiska sommarspelen 2008

| Tävlande             | Viktklass       | Sextondelsfinal           | Åttondelsfinal        | Kvartsfinal            | Semifinal            | Final                               |                  |
| Tävlande             | Viktklass       | Motståndare Resultat      | Motståndare Resultat  | Motståndare Resultat   | Motståndare Resultat | Motståndare Resultat                |                  |
| -------------------- | --------------- | ------------------------- | --------------------- | ---------------------- | -------------------- | ----------------------------------- | ---------------- |
| Nordine Oubaali      | Lätt flugvikt   | Sultonov (UZB) W 8-7      | Shiming (CHN) L 3-+3  | Gick inte vidare       | Gick inte vidare     | Gick inte vidare                    | Gick inte vidare |
| Jérôme Thomas        | Flugvikt        | Payano (DOM) L 6-10       | Gick inte vidare      | Gick inte vidare       | Gick inte vidare     | Gick inte vidare                    | Gick inte vidare |
| Ali Hallab           | Bantamvikt      | Kumar (IND) L 5-12        | Gick inte vidare      | Gick inte vidare       | Gick inte vidare     | Gick inte vidare                    | Gick inte vidare |
| Khedafi Djelkhir     | Fjädervikt      | Fleming (AUS) W 13-9      | Williams (USA) W9-7   | Reyes (MEX) W 14-9     | Imranov (AZE) W RET  | Lomachenko (UKR) · L RSC ·          |                  |
| Daouda Sow           | Lättvikt        | Guk (PRK) W 13-3          | Pedraza (PUR) W 13-9  | Qing (CHN) W 9-6       | Ugás (CUB) W 15-8    | Aleksei Tishchenko (RUS) · L 9-11 · |                  |
| Alexis Vastine       | Lätt weltervikt | Kavaliauskas (LTU) W 13-2 | Saunders (RUS) W 11-7 | Erdene (MGL) W 12-4    | Díaz (DOM) L 10-12   | Gick inte vidare                    |                  |
| Jaoid Chiguer        | Weltervikt      | Bashirov (TKM) W 17-6     | Mahmudov (UZB) L 3-8  | Gick inte vidare       | Gick inte vidare     | Gick inte vidare                    |                  |
| Jean-Mickaël Raymond | Medelvikt       | Rasulov (UZB) L 2-8       | Gick inte vidare      | Gick inte vidare       | Gick inte vidare     | Gick inte vidare                    |                  |
| John M'Bumba         | Tungvikt        |                           | Bianco (COL) W 11-5   | Chakhkeiv (RUS) L 9-18 | Gick inte vidare     | Gick inte vidare                    |                  |

## Brottning
- Huvudartikel: Brottning vid olympiska sommarspelen 2008

| Tävlande             | Gren                           | Kvalifikation           | 1/8 Final                      | Kvartsfinal                       | Semifinal                        | Återkval 1           | Återkval 2                   | Final                       | Placering |
| Tävlande             | Gren                           | Motståndare Resultat    | Motståndare Resultat           | Motståndare Resultat              | Motståndare Resultat             | Motståndare Resultat | Motståndare Resultat         | Motståndare Resultat        | Placering |
| -------------------- | ------------------------------ | ----------------------- | ------------------------------ | --------------------------------- | -------------------------------- | -------------------- | ---------------------------- | --------------------------- | --------- |
| Sebastien Hidalgo    | Grekisk-romersk, fjädervikt    | Bye                     | Monzon (CUB) L 1-2, 3-3, 0-6   | Gick inte vidare                  | Gick inte vidare                 | Gick inte vidare     | Gick inte vidare             | Gick inte vidare            |           |
| Steeve Guenot        | Grekisk-romersk, lättvikt      | Milian (CUB) W 3-0, 2-1 | Loerincz (HUN) W 0-2, 1-1, 1-1 | Siamionau (BLR) W 2-1, 1-1        | Bayakhmetov (KAZ) W 1-1, 3-0     |                      |                              | Begaliev (KGZ) W 3-0, 3-1   |           |
| Christophe Guenot    | Grekisk-romersk, weltervikt    | Bye                     | Kvirkelia (GEO) L 0-5, 0-5     | Gick inte vidare                  | Gick inte vidare                 | Bye                  | Schneider (GER) W 2-1, 2-1   | Bacsi (HUN) W 3-1, 0-4, 4-2 |           |
| Melonin Noumonvi     | Grekisk-romersk, mellanvikt    | Bye                     | Minguzzi (ITA) L 1-1, 1-1      | Gick inte vidare                  | Gick inte vidare                 | Bye                  | Mishin (RUS) W 0-3, 1-1, 1-1 | Abrahamian (SWE) L 0-4, 1-1 |           |
| Yannick Szczepaniak  | Grekisk-romersk, supertungvikt | Bye                     | Ivanov (BUL) W 1-1, 1-1, 1-1   | Deák-Bárdos (HUN) W 1-1, 0-2, 1-1 | Baroev (RUS) L 1-2, 1-1          |                      |                              | Mizgaitis (LTU) L 1-2, 1-2  |           |
| Vincent Aka Akesse   | Fristil, tungvikt              | Bye                     | Gazyumov (AZE) L 0-4, 0-4      | Gick inte vidare                  | Gick inte vidare                 | Gick inte vidare     | Gick inte vidare             | Gick inte vidare            |           |
| Vanessa Boubryemm    | Fristil, flugvikt              | Caripa (VEN) W 1-0, 1-0 | Rakhmanova (RUS) W 3-1, 3-2    | Chun (USA) L 1-6, 1-2             | Gick inte vidare                 | Gick inte vidare     | Gick inte vidare             | Gick inte vidare            |           |
| Lise Golliot-Legrand | Fristil, mellanvikt            | Bye                     | Mendez (ESP) W 1-0, 2-0        | Michalik (POL) W 1-0, 0-3, 3-1    | Kartashova (RUS) L 2-1, 1-2, 0-6 |                      |                              | Shalygina (KAZ) L 0-5, 2-3  |           |
| Audrey Prieto        | Fristil, tungvikt              |                         | Schaetzle (GER) L 4-2, 0-F     | Gick inte vidare                  | Gick inte vidare                 | Gick inte vidare     | Gick inte vidare             | Gick inte vidare            |           |

## Bågskytte
- Huvudartikel: Bågskytte vid olympiska sommarspelen 2008
- Herrar

| Namn                   | Gren         | Rankingrunda | Rankingrunda | 32-delsfinal                       | 16-delsfinal     | 8-delsfinal      | Kvartsfinal      | Semifinal        | Final            | Final            |
| Namn                   | Gren         | Poäng        | Seed         | Resultat                           | Resultat         | Resultat         | Resultat         | Resultat         | Resultat         | Plats            |
| ---------------------- | ------------ | ------------ | ------------ | ---------------------------------- | ---------------- | ---------------- | ---------------- | ---------------- | ---------------- | ---------------- |
| Romain Girouille       | Individuellt | 641          | 51           | Sky Kim (AUS) (14) L 110–112       | Gick inte vidare | Gick inte vidare | Gick inte vidare | Gick inte vidare | Gick inte vidare | Gick inte vidare |
| Jean-Charles Valladont | Individuellt | 656          | 35           | Michael Naray (AUS) (30) L 106–108 | Gick inte vidare | Gick inte vidare | Gick inte vidare | Gick inte vidare | Gick inte vidare | Gick inte vidare |

- Damer

| Namn                                            | Gren         | Rankingrunda | Rankingrunda | 32-delsfinal                                   | 16-delsfinal                           | 8-delsfinal                       | Kvartsfinal         | Semifinal              | Final                        | Final            |
| Namn                                            | Gren         | Poäng        | Seed         | Resultat                                       | Resultat                               | Resultat                          | Resultat            | Resultat               | Resultat                     | Plats            |
| ----------------------------------------------- | ------------ | ------------ | ------------ | ---------------------------------------------- | -------------------------------------- | --------------------------------- | ------------------- | ---------------------- | ---------------------------- | ---------------- |
| Virginie Arnold                                 | Individuellt | 626          | 39           | Khatuna Lorig (USA) (26) L 105–107             | Gick inte vidare                       | Gick inte vidare                  | Gick inte vidare    | Gick inte vidare       | Gick inte vidare             | Gick inte vidare |
| Sophie Dodemont                                 | Individuellt | 632          | 32           | Anja Hitzler (GER) (33) L 106–107              | Gick inte vidare                       | Gick inte vidare                  | Gick inte vidare    | Gick inte vidare       | Gick inte vidare             | Gick inte vidare |
| Bérengère Schuh                                 | Individuellt | 645          | 14           | Pia Carmen Maria Lionetti (ITA) (51) W 112–107 | Sayoko Kitabatake (JPN) (46) W 112–100 | Joo Hyun-Jung (KOR) (3) L 104–109 | Gick inte vidare    | Gick inte vidare       | Gick inte vidare             | Gick inte vidare |
| Virginie Arnold Sophie Dodemont Berengère Schuh | Lag          | 1903         | 5            | N/A                                            | N/A                                    | Bye                               | Polen (4) W 218-211 | Sydkorea (1) L 213-184 | Storbritannien (2) W 203-201 | Brons            |

## Cykling
- Huvudartikel: Cykling vid olympiska sommarspelen 2008

### BMX
Herrar
| Cyklist       | Gren | Seedning | Seedning  | Kvartsfinal | Kvartsfinal | Semifinal        | Semifinal        | Final            | Final            |
| Cyklist       | Gren | Resultat | Placering | Resultat    | Placering   | Resultat         | Placering        | Resultat         | Placering        |
| ------------- | ---- | -------- | --------- | ----------- | ----------- | ---------------- | ---------------- | ---------------- | ---------------- |
| Thomas Allier | BMX  | 36.649   | 19        | 16          | 6           | Gick inte vidare | Gick inte vidare | Gick inte vidare | Gick inte vidare |
| Damien Godet  | BMX  | 36.008   | 3         | 13          | 4 Q         | 14               | 4 Q              | DNF              | 8                |

Women
| Cyklist                | Gren | Seedning | Seedning  | Semifinal | Semifinal | Final    | Final     |
| Cyklist                | Gren | Resultat | Placering | Resultat  | Placering | Resultat | Placering |
| ---------------------- | ---- | -------- | --------- | --------- | --------- | -------- | --------- |
| Anne-Caroline Chausson | BMX  | 36.660   | 1st Q     | 4 pnts    | 1st Q     | 35.976   | Guld      |
| Laëtitia Le Corguillé  | BMX  | 37.145   | 3rd Q     | 4 pnts    | 1st Q     | 38.042   | Silver    |

### Mountainbike
Herrar
| Cyklist                | Gren         | Tid     | Placering |
| ---------------------- | ------------ | ------- | --------- |
| Julien Absalon         | Mountainbike | 1:55:59 | Guld      |
| Jean-Christophe Péraud | Mountainbike | 1:57:06 | Silver    |
| Cédric Ravanel         | Mountainbike | 2:01:38 | 14        |

Damer
| Cyklist            | Gren         | Tid     | Placering |
| ------------------ | ------------ | ------- | --------- |
| Laurence Leboucher | Mountainbike | 2:00:55 | 17        |

### Landsväg
Herrar
| Cyklist          | Gren      | Tid               | Placering |
| ---------------- | --------- | ----------------- | --------- |
| Cyril Dessel     | Linjelopp | DNF               | DNF       |
| Pierrick Fédrigo | Linjelopp | DNF               | DNF       |
| Rémi Pauriol     | Linjelopp | 6h 26' 17 (+2:28) | 34        |
| Jérôme Pineau    | Linjelopp | 6h 24' 11 (+0:22) | 14        |
| Pierre Rolland   | Linjelopp | DNF               | DNF       |

Damer
| Cyklist                  | Gren      | Tid               | Placering |
| ------------------------ | --------- | ----------------- | --------- |
| Jeannie Longo-Ciprelli   | Linjelopp | 3h 32' 57 (+0:33) | 24        |
| Jeannie Longo-Ciprelli   | Tempolopp | 35' 52 (+1:01)    | 4         |
| Maryline Salvetat        | Linjelopp | 3h 32' 45 (+0:21) | 14        |
| Maryline Salvetat        | Tempolopp | 38' 09 (+3:18)    | 20        |
| Christel Ferrier Bruneau | Linjelopp | 3h 32' 45 (+0:21) | 13        |

### Bana
Herrar
Sprint
Individual
| Cyklist          | Gren   | Kvalificering         | Kvalificering | 1/16-final                       | 1/8-final                        | 1/8-final uppsamling                        | Kvartsfinal                  | Semifinal         | Finals/ Klassificeringslopp                        | Finals/ Klassificeringslopp |
| Cyklist          | Gren   | Time Hastighet (km/h) | Placering     | Motståndare Tid Hastighet (km/h) | Motståndare Tid Hastighet (km/h) | Motståndare Tid Hastighet (km/h)            | Motståndare Tider            | Motståndare Tider | Motståndare Tider Hastighet (km/h)                 | Placering                   |
| ---------------- | ------ | --------------------- | ------------- | -------------------------------- | -------------------------------- | ------------------------------------------- | ---------------------------- | ----------------- | -------------------------------------------------- | --------------------------- |
| Kévin Sireau     | Sprint | 10.098 71.301         | 4 Q           | Blatchford (USA) W 10.742 67.026 | Bos (NED) L                      | Watanabe (JPN) Bayley (AUS) W 10.570 68.117 | Kenny (GBR) L, L             | Gick inte vidare  | Mulder (NED) Bos (NED) Awang (MAS) W 10.719 67.170 | 5                           |
| Mickaël Bourgain | Sprint | 10.123 71.125         | 5 Q           | Kitatsuru (JPN) W 10.672 67.466  | Chiappa (ITA) W 10.734 67.076    |                                             | Bos (NED) W 10.524, W 10.463 | Hoy (GBR) L, L    | Levy (GER) W 11.047, L, W 10.560                   |                             |

Lag
| Cyklist                                    | Gren      | Kvalificering        | Kvalificering | Första omgången                  | Första omgången | Final/ Bronslopp                   | Finalplacering |
| Cyklist                                    | Gren      | Tid Hastighet (km/h) | Placering     | Motståndare Tid Hastighet (km/h) | Placering       | Motståndare Tider Hastighet (km/h) | Finalplacering |
| ------------------------------------------ | --------- | -------------------- | ------------- | -------------------------------- | --------------- | ---------------------------------- | -------------- |
| Grégory Baugé Kévin Sireau Arnaud Tournant | Lagsprint | 43.541 62.010        | 2 Q           | Malaysia W 43.656 61.847         | 2 QF            | Storbritannien L 43.651 61.854     |                |

Förföljelser
| Cyklist                                                             | Gren           | Kvalomgång           | Kvalomgång | 1:a omgången     | 1:a omgången     | Final            | Final            |
| Cyklist                                                             | Gren           | Tid Hastighet (km/h) | Placering  | Motståndare Tid  | Placering        | Motståndare Tid  | Placering        |
| ------------------------------------------------------------------- | -------------- | -------------------- | ---------- | ---------------- | ---------------- | ---------------- | ---------------- |
| Fabien Sanchez                                                      | Förföljelse    | 4:33.100 52.727      | 15         | Gick inte vidare | Gick inte vidare | Gick inte vidare | Gick inte vidare |
| Damien Gaudin Matthieu Ladagnous Christophe Riblon Nicolas Rousseau | Lagförföljelse | 4:03.679 59.094      | 5 Q        | Danmark L DSQ    | DSQ              | Gick inte vidare | DSQ              |

Keirin
| Cyklist         | Gren   | 1:a omgången | Uppsamling | 2:a omgången | Final/ klassificering | Slutplacering |
| Cyklist         | Gren   | Placering    | Placering  | Placering    | Placering             | Slutplacering |
| --------------- | ------ | ------------ | ---------- | ------------ | --------------------- | ------------- |
| Grégory Baugé   | Keirin | 4            | 1 Q        | 5            | 1                     | 7             |
| Arnaud Tournant | Keirin | 4            | 1 Q        | 3 Q          | 6                     | 6             |

Poänglopp
| Cyklist                            | Gren      | Varvpoäng/ varv efter | Sprintpoäng | Totalpoäng | Placering |
| ---------------------------------- | --------- | --------------------- | ----------- | ---------- | --------- |
| Christophe Riblon                  | Poänglopp | -20                   | 3           | -17        | 21        |
| Matthieu Ladagnous Jérôme Neuville | Madison   | -1                    | 12          | -          | 7         |

Damer
Sprint
| Cyklist       | Gren   | Kvalificering        | Kvalificering | 1/8-final                         | 1/8-final uppsamling             | Kvartsfinal       | Semifinal         | Final/ klassificering                                          | Final/ klassificering |
| Cyklist       | Gren   | Tid Hastighet (km/h) | Placering     | Motståndare Tid Hastighet (km/h)  | Motståndare Tid Hastighet (km/h) | Motståndare Tider | Motståndare Tider | Motståndare Tider Hastighet (km/h)                             | Placering             |
| ------------- | ------ | -------------------- | ------------- | --------------------------------- | -------------------------------- | ----------------- | ----------------- | -------------------------------------------------------------- | --------------------- |
| Clara Sanchez | Sprint | 11.365 63.352        | 6 Q           | Tsylinskaya (BLR) W 11.607 62.031 |                                  | Meares (AUS) L, L | Gick inte vidare  | Tsylinskaya (BLR) Reed (USA) Krupeckaitė (LTU) W 12.264 58.708 | 5                     |

Poänglopp
| Cyklist         | Gren      | Varvpoäng | Sprintpoäng | Totalpoäng | Placering |
| --------------- | --------- | --------- | ----------- | ---------- | --------- |
| Pascale Jeuland | Poänglopp | 0         | 8           | 8          | 7         |

## Friidrott
- Huvudartikel: Friidrott vid olympiska sommarspelen 2008

Förkortningar
- Noteringar – Placeringarna avser endast löparens eget heat
- Q = Kvalificerad till nästa omgång
- q = Kvalificerade sig till nästa omgång som den snabbaste idrottaren eller, i fältgrenarna, via placering utan att uppnå kvalgränsen.
- NR = Nationellt rekord
- N/A = Omgången ingick inte i grenen
- Bye = Idrottaren behövde inte delta i denna omgång

Herrar
Bana och landsväg
| Idrottare                                                                                         | Gren           | Heat       | Heat      | Kvartsfinal | Kvartsfinal | Semifinal        | Semifinal        | Final            | Final            |
| Idrottare                                                                                         | Gren           | Resultat   | Placering | Resultat    | Placering   | Resultat         | Placering        | Resultat         | Placering        |
| ------------------------------------------------------------------------------------------------- | -------------- | ---------- | --------- | ----------- | ----------- | ---------------- | ---------------- | ---------------- | ---------------- |
| Mehdi Baala                                                                                       | 1 500 m        | 3:35.87    | 1 Q       | i.u.        | i.u.        | 3:37.47          | 2 Q              | 3:34.21          | 3                |
| Samuel Coco-Viloin                                                                                | 110 m häck     | 13.60      | 4 Q       | 13.51       | 4 q         | 13.65            | 8                | Gick inte vidare | Gick inte vidare |
| Yohann Diniz                                                                                      | 50 km gång     | i.u.       | i.u.      | i.u.        | i.u.        | i.u.             | i.u.             | DNF              | DNF              |
| Leslie Djhone                                                                                     | 400 m          | 45.12      | 1 Q       | i.u.        | i.u.        | 44.79 SB         | 1 Q              | 45.11            | 5                |
| Ladji Doucouré                                                                                    | 110 m häck     | 13.52      | 2 Q       | 13.39       | 2 Q         | 13.22 SB         | 3 Q              | 13.24            | 4                |
| Martial Mbandjock                                                                                 | 100 m          | 10.26      | 2 Q       | 10.16       | 3 Q         | 10.18            | 8                | Gick inte vidare | Gick inte vidare |
| Mahiedine Mekhissi-Benabbad                                                                       | 3 000 m hinder | 8:16.95 SB | 2 Q       | i.u.        | i.u.        | i.u.             | i.u.             | 8:10.49 PB       | 2                |
| Simon Munyutu                                                                                     | Maraton        | i.u.       | i.u.      | i.u.        | i.u.        | i.u.             | i.u.             | 2:25:50          | 57               |
| Ronald Pognon                                                                                     | 100 m          | 10.26      | 3 Q       | 10.21       | 5           | Gick inte vidare | Gick inte vidare | Gick inte vidare | Gick inte vidare |
| Eddy Riva                                                                                         | 50 km gång     | i.u.       | i.u.      | i.u.        | i.u.        | i.u.             | i.u.             | 4:00.49          | 28               |
| Bouabdellah Tahri                                                                                 | 3 000 m hinder | 8:23.42    | 1 Q       | i.u.        | i.u.        | i.u.             | i.u.             | 8:14.79          | 5                |
| Vincent Zouaoui-Dandrieux                                                                         | 3 000 m hinder | 8:27.91    | 7         | i.u.        | i.u.        | i.u.             | i.u.             | Gick inte vidare | Gick inte vidare |
| David Alerte Christophe Lemaitre Martial Mbandjock Issa Aimé Nthépé Ronald Pognon Manuel Reynaert | 4 x 100 m      | 39.53      | 6         | i.u.        | i.u.        | i.u.             | i.u.             | Gick inte vidare | Gick inte vidare |
| Leslie Djhone Richard Maunier Ydrissa M'Barke Brice Panel Teddy Venel                             | 4 x 400 m      | 3:03.19    | 8         | i.u.        | i.u.        | i.u.             | i.u.             | Gick inte vidare | Gick inte vidare |

Fältgrenar
| Idrottare      | Gren        | Kval    | Kval      | Final            | Final            |
| Idrottare      | Gren        | Distans | Placering | Distans          | Placering        |
| -------------- | ----------- | ------- | --------- | ---------------- | ---------------- |
| Jérôme Clavier | Stavhopp    | 5.65    | 3 q       | 5.60             | 7                |
| Colomba Fofana | Tresteg     | 16.42   | 29        | Gick inte vidare | Gick inte vidare |
| Mickaël Hanany | Höjdhopp    | 2.25    | =14       | Gick inte vidare | Gick inte vidare |
| Romain Mesnil  | Stavhopp    | 5.55    | =14       | Gick inte vidare | Gick inte vidare |
| Yves Niaré     | Kulstötning | 19.73   | 23        | Gick inte vidare | Gick inte vidare |
| Salim Sdiri    | Längdhopp   | 7.81    | 21        | Gick inte vidare | Gick inte vidare |

Kombinerade grenar – Tiokamp
| Idrottare     | Gren     | 100 m | LJ   | SP    | HJ   | 400 m | 110H  | DT    | PV   | JT    | 1500 m  | Final   | Placering |
| ------------- | -------- | ----- | ---- | ----- | ---- | ----- | ----- | ----- | ---- | ----- | ------- | ------- | --------- |
| Romain Barras | Resultat | 11.26 | 7.08 | 15.42 | 1.96 | 49.51 | 14.21 | 45.17 | 5.00 | 65.40 | 4:29.29 | 8253 SB | 5         |
| Romain Barras | Poäng    | 804   | 833  | 816   | 767  | 837   | 948   | 770   | 910  | 819   | 749     | 8253 SB | 5         |

Damer
Bana & landsväg
| Idrottare                                                                                                 | Gren           | Heat       | Heat      | Kvartsfinal | Kvartsfinal | Semifinal        | Semifinal        | Final            | Final            |
| Idrottare                                                                                                 | Gren           | Resultat   | Placering | Resultat    | Placering   | Resultat         | Placering        | Resultat         | Placering        |
| --- | -------------- | ---------- | --------- | ----------- | ----------- | ---------------- | ---------------- | ---------------- | ---------------- |
| Christine Arron                                                                                           | 100 m          | 11.37      | 1 Q       | 11.36       | 4           | Gick inte vidare | Gick inte vidare | Gick inte vidare | Gick inte vidare |
| Christelle Daunay                                                                                         | Maraton        | i.u.       | i.u.      | i.u.        | i.u.        | i.u.             | i.u.             | 2:31:48          | 20               |
| Sophie Duarte                                                                                             | 3 000 m hinder | 9:38.08    | 7         | i.u.        | i.u.        | i.u.             | i.u.             | Gick inte vidare | Gick inte vidare |
| Élodie Guégan                                                                                             | 800 m          | 2:03.85    | 3 Q       | i.u.        | i.u.        | DNF              | DNF              | Gick inte vidare | Gick inte vidare |
| Muriel Hurtis-Houairi                                                                                     | 200 m          | 22.72      | 2 Q       | 22.89       | 2 Q         | 22.71            | 5                | Gick inte vidare | Gick inte vidare |
| Adriana Lamalle                                                                                           | 100 m häck     | DNS        | DNS       | i.u.        | i.u.        | Gick inte vidare | Gick inte vidare |                  |                  |
| Reïna-Flor Okori                                                                                          | 100 m häck     | 12.98      | 3 q       | i.u.        | i.u.        | 13.05            | 6                | Gick inte vidare | Gick inte vidare |
| Christine Arron Muriel Hurtis-Houairi Ayodele Ikuesan Lina Jacques-Sebastien Carima Louami Myriam Soumaré | 4 x 100 m      | DNF        | DNF       | i.u.        | i.u.        | i.u.             | i.u.             | Gick inte vidare | Gick inte vidare |
| Phara Anacharsis Solen Desert Élodie Guégan Aurore Kassambara Virginie Michanol Thélia Sigere             | 4 x 400 m      | 3:26.61 SB | 5         | i.u.        | i.u.        | i.u.             | i.u.             | Gick inte vidare | Gick inte vidare |

Fältgrenar
| Idrottare            | Gren           | Kval     | Kval      | Final            | Final            |
| Idrottare            | Gren           | Längd    | Placering | Längd            | Placering        |
| -------------------- | -------------- | -------- | --------- | ---------------- | ---------------- |
| Vanessa Boslak       | Stavhopp       | 4.50 SB  | 2 q       | 4.55 SB          | 9                |
| Marion Buisson       | Stavhopp       | 4.15     | 23        | Gick inte vidare | Gick inte vidare |
| Stéphanie Falzon     | Släggkastning  | 68.94    | 14        | Gick inte vidare | Gick inte vidare |
| Manuela Montebrun    | Släggkastning  | 72.81    | 4 Q       | 72.54            | 5                |
| Teresa Nzola Meso    | Tresteg        | 14.11    | 14        | Gick inte vidare | Gick inte vidare |
| Amélie Perrin        | Släggkastning  | NM       | —         | Gick inte vidare | Gick inte vidare |
| Mélina Robert-Michon | Diskuskastning | 62.21 SB | 5 Q       | 60.66            | 8                |
| Melanie Skotnik      | Höjdhopp       | 1.89     | 16        | Gick inte vidare | Gick inte vidare |

Kombinerade grenar – Sjukamp
| Mångkampare                | Gren     | 100H  | HJ   | SP    | 200 m | LJ   | JT    | 800 m   | Final   | Placering |
| -------------------------- | -------- | ----- | ---- | ----- | ----- | ---- | ----- | ------- | ------- | --------- |
| Marie Collonvillé          | Resultat | 13.57 | 1.86 | 12.42 | 25.06 | 6.21 | 46.14 | 2:11.81 | 6302 SB | 12*       |
| Marie Collonvillé          | Poäng    | 1040  | 1054 | 689   | 881   | 915  | 785   | 938     | 6302 SB | 12*       |
| Antoinette Nana Djimou Ida | Resultat | 13.85 | 1.71 | 13.12 | 24.90 | 6.16 | 49.32 | 2:20.96 | 6055    | 18*       |
| Antoinette Nana Djimou Ida | Poäng    | 1000  | 867  | 735   | 896   | 899  | 847   | 811     | 6055    | 18*       |

## Fäktning
- Huvudartikel: Fäktning vid olympiska sommarspelen 2008

Herrar
| Idrottare                                                         | Gren                  | Omgång 1                   | Sextondelsfinal          | Åttondelsfinal           | Kvartsfinal            | Semifinal             | Final / BM              | Final / BM       |
| Idrottare                                                         | Gren                  | Motståndare Poäng          | Motståndare Poäng        | Motståndare Poäng        | Motståndare Poäng      | Motståndare Poäng     | Motståndare Poäng       | Placering        |
| ----------------------------------------------------------------- | --------------------- | -------------------------- | ------------------------ | ------------------------ | ---------------------- | --------------------- | ----------------------- | ---------------- |
| Fabrice Jeannet                                                   | Värja, individuellt   | Kattjiourine (KGZ) W 15–14 | Kelsey (USA) W 15–11     | Tikhomirov (CAN) W 15–7  | Jung J-S (KOR) W 15–11 | Boczko (HUN) W 15–12  | Tagliariol (ITA) L 9–15 | 2                |
| Jérôme Jeannet                                                    | Värja, individuellt   | BYE                        | Novosjolov (EST) W 15–14 | Abajo (ESP) L 9–15       | Gick inte vidare       | Gick inte vidare      | Gick inte vidare        | Gick inte vidare |
| Ulrich Robeiri                                                    | Värja, individuellt   | BYE                        | Avdeev (RUS) W 15–11     | Tagliariol (ITA) L 11–15 | Gick inte vidare       | Gick inte vidare      | Gick inte vidare        | Gick inte vidare |
| Fabrice Jeannet Jérôme Jeannet Jean-Michel Lucenay Ulrich Robeiri | Värja, lag            | i.u.                       | i.u.                     | BYE                      | Venezuela W 45–33      | Italien W 45–39       | Polen W 45-29           | 1                |
| Brice Guyart                                                      | Florett, individuellt | i.u.                       | Ali (MAR) W 15–3         | Le Pechoux (FRA) L 10–15 | Gick inte vidare       | Gick inte vidare      | Gick inte vidare        | Gick inte vidare |
| Erwann Le Pechoux                                                 | Florett, individuellt | i.u.                       | BYE                      | Guyart (FRA) W 15–10     | Sanzo (ITA) L 9–10     | Gick inte vidare      | Gick inte vidare        | Gick inte vidare |
| Nicolas Lopez                                                     | Sabel, individuellt   | Ouedraogo (BUR) W 15–6     | Pozdnjakov (RUS) W 15–8  | Oh E-S (KOR) W 15–11     | Pina (ESP) W 15–10     | Covaliu (ROU) W 15–13 | Zhong M (CHN) L 9–15    | 2                |
| Julien Pillet                                                     | Sabel, individuellt   | BYE                        | Wang Jz (CHN) W 15–14    | Dumitrescu (ROU) W 15–13 | Smart (USA) W 15–13    | Zhong M (CHN) L 12–15 | Covaliu (ROU) L 11–15   | 4                |
| Boris Sanson                                                      | Sabel, individuellt   | BYE                        | Morehouse (USA) W 15–12  | Tarantino (ITA) L 7–15   | Gick inte vidare       | Gick inte vidare      | Gick inte vidare        | Gick inte vidare |
| Vincent Anstett Nicolas Lopez Julien Pillet Boris Sanson          | Sabel, lag            | i.u.                       | i.u.                     | i.u.                     | Egypten W 45–31        | Italien W 45–41       | USA W 45–37             | 1                |

Damer
| Idrottare                                                | Gren                  | Omgång 1          | Sextondelsfinal       | Åttondelsfinal           | Kvartsfinal        | Semifinal         | Final / BM        | Final / BM       |
| Idrottare                                                | Gren                  | Motståndare Poäng | Motståndare Poäng     | Motståndare Poäng        | Motståndare Poäng  | Motståndare Poäng | Motståndare Poäng | Placering        |
| -------------------------------------------------------- | --------------------- | ----------------- | --------------------- | ------------------------ | ------------------ | ----------------- | ----------------- | ---------------- |
| Laura Flessel-Colovic                                    | Värja, individuellt   | i.u.              | Mills (ISR) W 15–8    | Zhong Wp (CHN) W 13–11   | Li N (CHN) L 10–15 | Gick inte vidare  | Gick inte vidare  | Gick inte vidare |
| Hajnalka Kiraly Picot                                    | Värja, individuellt   | i.u.              | El Sayed (EGY) W 15–7 | Samuelsson (SWE) L 13–15 | Gick inte vidare   | Gick inte vidare  | Gick inte vidare  | Gick inte vidare |
| Corinne Maîtrejean                                       | Florett, individuellt | BYE               | Smart (USA) W 15–9    | Wächter (GER) L 10–15    | Gick inte vidare   | Gick inte vidare  | Gick inte vidare  | Gick inte vidare |
| Léonore Perrus                                           | Sabel, individuellt   | BYE               | Besbes (TUN) L 11–15  | Gick inte vidare         | Gick inte vidare   | Gick inte vidare  | Gick inte vidare  | Gick inte vidare |
| Anne-Lise Touya                                          | Sabel, individuellt   | BYE               | Nagy (HUN) L 13–15    | Gick inte vidare         | Gick inte vidare   | Gick inte vidare  | Gick inte vidare  | Gick inte vidare |
| Carole Vergne                                            | Sabel, individuellt   | BYE               | Kim K-H (KOR) L 14–15 | Gick inte vidare         | Gick inte vidare   | Gick inte vidare  | Gick inte vidare  | Gick inte vidare |
| Solenn Mary Léonore Perrus Anne-Lise Touya Carole Vergne | Sabel, lag            | i.u.              | i.u.                  | i.u.                     | Kanada W 45–22     | Kina L 38–45      | USA L 38–45       | 4                |

## Gymnastik
Herrar
| Tävlande                                                                                                | Gren          | Redskap    | Redskap | Redskap   | Redskap | Redskap | Redskap | Redskap | Redskap | Redskap | Redskap | Redskap | Redskap | Kvalificering | Kvalificering | Final           | Final           |
| Tävlande                                                                                                | Gren          | Fristående | Ranking | Bygelhäst | Ranking | Ringar  | Ranking | Hopp    | Ranking | Barr    | Ranking | Räck    | Ranking | Total         | Ranking       | Total           | Ranking         |
| --- | ------------- | ---------- | ------- | --------- | ------- | ------- | ------- | ------- | ------- | ------- | ------- | ------- | ------- | ------------- | ------------- | --------------- | --------------- |
| Thomas Bouhail                                                                                          | Mångkamp      | 15.125     | 25      | 13.850    | 50      | 13.700  | 66      | 16.625  | 3 Q     | 14.675# | 56      | 14.575  | 38      | 88.550        | 27 Q          | 87.000          | 21              |
| Thomas Bouhail                                                                                          | Hopp          |            |         |           |         |         |         |         |         |         |         |         |         | 16.662        | 2 Q           | 16.537          |                 |
| Benoît Caranobe                                                                                         | Mångkamp      | 15.125     | 26      | 14.250    | 37      | 15.100  | 28      | 16.500  | 9 Q     | 15.275  | 37      | 14.675  | 35      | 90.925        | 10 Q          | 91.925          |                 |
| Benoît Caranobe                                                                                         | Hopp          |            |         |           |         |         |         |         |         |         |         |         |         | 16.437        | 7 Q           | 16.062          | 5               |
| Yann Cucherat                                                                                           | Mångkamp      |            |         |           |         |         |         |         |         | 16.000  | 12      | 15.850  | 3 Q     | 31.850        | 84            | Avancerade inte | Avancerade inte |
| Yann Cucherat                                                                                           | Räck          |            |         |           |         |         |         |         |         |         |         |         |         | 15.850        | 3 Q           | 14.825          | 8               |
| Danny Pinheiro Rodrigues                                                                                | Mångkamp      | 14.200     | 62      | 13.400#   | 61      | 15.800  | 7 Q     |         |         |         |         |         |         | 43.400        | 80            | Avancerade inte | Avancerade inte |
| Danny Pinheiro Rodrigues                                                                                | Ringar        |            |         |           |         |         |         |         |         |         |         |         |         | 15.800        | 7 Q           | 16.225          | 5               |
| Hamilton Sabot                                                                                          | Mångkamp      | 14.575     | 48      | 14.025    | 46      | 14.375  | 48      | 15.400  | 60      | 15.400  | 30      | 13.975# | 59      | 87.750        | 30            | Avancerade inte | Avancerade inte |
| Dimitri Karbanenko                                                                                      | Mångkamp      | 14.050#    | 66      | 13.700    | 56      | 13.675# | 67      | 16.125  | 24      | 15.500  | 24      | 15.450  | 9       | 88.500        | 28            | Avancerade inte | Avancerade inte |
| Thomas Bouhail Benoît Caranobe Yann Cucherat Danny Pinheiro Rodrigues Hamilton Sabot Dimitri Karbanenko | Mångkamp, lag | 59.025     | 10      | 55.825    | 12      | 58.975  | 12      | 64.650  | 3       | 62.175  | 6       | 60.550  | 4       | 361.200       | 7 Q           | 272.875         | 8               |

Kvinnor
| Tävlande                                                                                           | Gren          | Redskap    | Redskap | Redskap | Redskap | Redskap | Redskap | Redskap | Redskap | Kvalificering | Kvalificering | Final           | Final           |
| Tävlande                                                                                           | Gren          | Fristående | Ranking | Hopp    | Ranking | Barr    | Ranking | Bom     | Ranking | Total         | Ranking       | Total           | Ranking         |
| -------------------------------------------------------------------------------------------------- | ------------- | ---------- | ------- | ------- | ------- | ------- | ------- | ------- | ------- | ------------- | ------------- | --------------- | --------------- |
| Marine Debauve                                                                                     | Mångkamp      |            |         |         |         | 14.625  | 35      | 14.100# | 49      | 28.725        | 87            | Avancerade inte | Avancerade inte |
| Laetitia Dugain                                                                                    | Mångkamp      | 14.350     | 52      | 14.625  | 34      | 14.975  | 26      | 14.325  | 33      | 58.275        | 22 Q          | 56.775          | 23              |
| Katheleen Lindor                                                                                   | Mångkamp      | 14.900     | 26      | 14.700  | 30      | 14.575  | 40      |         |         | 44.175        | 64            | Avancerade inte | Avancerade inte |
| Pauline Morel                                                                                      | Mångkamp      | 14.275#    | 55      | 14.800  | 24      | 13.750# | 69      | 14.625  | 20      | 57.450        | 29            | Avancerade inte | Avancerade inte |
| Marine Petit                                                                                       | Mångkamp      | 14.850     | 31      | 14.325# | 48      | 14.800  | 29      | 14.375  | 32      | 58.350        | 20 Q          | 57.975          | 19              |
| Rose-Eliandre Bellemare                                                                            | Mångkamp      | 14.725     | 41      | 14.400  | 43      |         |         | 14.225  | 39      | 43.350        | 70            | Avancerade inte | Avancerade inte |
| Marine Debauve Laetitia Dugain Katheleen Lindor Pauline Morel Marine Petit Rose-Eliandre Bellemare | Mångkamp, lag | 58.825     | 10      | 58.525  | 8       | 58.975  | 7       | 57.550  | 10      | 233.875       | 6 Q           | 175.275         | 7               |

### Trampolin
Män
| Tävlande        | Gren         | Heat  | Heat    | Final           | Final           |
| Tävlande        | Gren         | Poäng | Ranking | Poäng           | Ranking         |
| --------------- | ------------ | ----- | ------- | --------------- | --------------- |
| Gregoire Pennes | Individuellt | 68.70 | 12      | Avancerade inte | Avancerade inte |

## Handboll
- Huvudartikel: Handboll vid olympiska sommarspelen 2008

Damer
Gruppspel
| Nr | Land      | SM | V | O | F | GM  | IM  | MS  | Poäng |
| -- | --------- | -- | - | - | - | --- | --- | --- | ----- |
| 1  | Norge     | 5  | 5 | 0 | 0 | 154 | 106 | +48 | 10    |
| 2  | Rumänien  | 5  | 4 | 0 | 1 | 150 | 114 | +38 | 8     |
| 3  | Kina      | 5  | 2 | 0 | 3 | 122 | 135 | -13 | 4     |
| 4  | Frankrike | 5  | 2 | 0 | 3 | 121 | 128 | -7  | 4     |
| 5  | Kazakstan | 5  | 1 | 1 | 3 | 109 | 137 | -28 | 3     |
| 6  | Angola    | 5  | 0 | 1 | 4 | 109 | 147 | -38 | 1     |

Slutspel
|  | Kvartsfinal | Kvartsfinal | Kvartsfinal |       |               | Semifinal | Semifinal | Semifinal |            |            | Final      | Final      | Final |
|  |             |             |             |       |               |           |           |           |            |            |            |            |       |
|  | A2          | Rumänien    | 30          |       |               |           |           |           |            |            |            |            |       |
|  | B3          | Ungern      | 34          |       |               |           |           |           |            |            |            |            |       |
|  | B3          | Ungern      | 34          |       | B3            | Ungern    | 20        |           |            |            |            |            |       |
|  |             |             |             |       | B3            | Ungern    | 20        |           |            |            |            |            |       |
|  |             | B1          | Ryssland    | 22    |               |           |           |           |            |            |            |            |       |
|  | B1          | B1          | Ryssland    | 22    | Ryssland(2ÖT) | 32        |           |           |            |            |            |            |       |
|  | B1          |             |             |       | Ryssland(2ÖT) | 32        |           |           |            |            |            |            |       |
|  | A4          | Frankrike   | 31          |       |               |           |           |           |            |            |            |            |       |
|  |             |             |             |       |               |           |           |           |            |            | B1         | Ryssland   | 27    |
|  |             |             | A1          | Norge | 34            |           |           |           |            |            |            |            |       |
|  | B2          | Sydkorea    | 31          |       |               |           |           |           |            |            |            |            |       |
|  | A3          | Kina        | 23          |       |               |           |           |           |            |            |            |            |       |
|  | A3          | Kina        | 23          |       | B2            | Sydkorea  | 28        |           | Bronsmatch | Bronsmatch | Bronsmatch | Bronsmatch |       |
|  |             |             |             |       | B2            | Sydkorea  | 28        |           | Bronsmatch | Bronsmatch | Bronsmatch | Bronsmatch |       |
|  |             | A1          | Norge       | 29    |               |           |           |           |            |            |            |            |       |
|  | A1          | A1          | Norge       | 29    | Norge         | 31        |           | B3        | Ungern     | 28         |            |            |       |
|  | A1          |             |             |       | Norge         | 31        |           | B3        | Ungern     | 28         |            |            |       |
|  | B4          | Sverige     | 24          |       |               |           |           |           |            |            | B2         | Sydkorea   | 33    |

Herrar
Gruppspel
| Nr | Land      | SM | V | O | F | GM  | IM  | MS  | Poäng |
| -- | --------- | -- | - | - | - | --- | --- | --- | ----- |
| 1  | Frankrike | 5  | 4 | 1 | 0 | 148 | 115 | +33 | 9     |
| 2  | Polen     | 5  | 3 | 1 | 1 | 147 | 128 | +19 | 7     |
| 3  | Kroatien  | 5  | 3 | 0 | 2 | 140 | 115 | +25 | 6     |
| 4  | Spanien   | 5  | 3 | 0 | 2 | 152 | 145 | +7  | 6     |
| 5  | Brasilien | 5  | 1 | 0 | 4 | 129 | 153 | -24 | 2     |
| 6  | Kina      | 5  | 0 | 0 | 5 | 104 | 164 | -60 | 0     |

Slutspel
|  | Kvartsfinal | Kvartsfinal | Kvartsfinal |           |           | Semifinal | Semifinal | Semifinal |            |            | Final      | Final      | Final |
|  |             |             |             |           |           |           |           |           |            |            |            |            |       |
|  | A2          | Polen       | 30          |           |           |           |           |           |            |            |            |            |       |
|  | B3          | Island      | 32          |           |           |           |           |           |            |            |            |            |       |
|  | B3          | Island      | 32          |           | B3        | Island    | 36        |           |            |            |            |            |       |
|  |             |             |             |           | B3        | Island    | 36        |           |            |            |            |            |       |
|  |             | A4          | Spanien     | 30        |           |           |           |           |            |            |            |            |       |
|  | B1          | A4          | Spanien     | 30        | Sydkorea  | 24        |           |           |            |            |            |            |       |
|  | B1          |             |             |           | Sydkorea  | 24        |           |           |            |            |            |            |       |
|  | A4          | Spanien     | 29          |           |           |           |           |           |            |            |            |            |       |
|  |             |             |             |           |           |           |           |           |            |            | B3         | Island     | 23    |
|  |             |             | A1          | Frankrike | 28        |           |           |           |            |            |            |            |       |
|  | B2          | Danmark     | 24          |           |           |           |           |           |            |            |            |            |       |
|  | A3          | Kroatien    | 26          |           |           |           |           |           |            |            |            |            |       |
|  | A3          | Kroatien    | 26          |           | A3        | Kroatien  | 23        |           | Bronsmatch | Bronsmatch | Bronsmatch | Bronsmatch |       |
|  |             |             |             |           | A3        | Kroatien  | 23        |           | Bronsmatch | Bronsmatch | Bronsmatch | Bronsmatch |       |
|  |             | A1          | Frankrike   | 25        |           |           |           |           |            |            |            |            |       |
|  | A1          | A1          | Frankrike   | 25        | Frankrike | 27        |           | A4        | Spanien    | 35         |            |            |       |
|  | A1          |             |             |           | Frankrike | 27        |           | A4        | Spanien    | 35         |            |            |       |
|  | B4          | Ryssland    | 24          |           |           |           |           |           |            |            | A3         | Kroatien   | 29    |

## Judo
Herrar
| Idrottare                | Gren                     | Inledande omgång     | Sextondelsfinal             | Åttondelsfinal                  | Kvartsfinal                  | Semifinal                   | Återkval 1           | Återkval 2               | Återkval 3                   | Final / BM                  | Final / BM       |
| Idrottare                | Gren                     | Motståndare Resultat | Motståndare Resultat        | Motståndare Resultat            | Motståndare Resultat         | Motståndare Resultat        | Motståndare Resultat | Motståndare Resultat     | Motståndare Resultat         | Motståndare Resultat        | Placering        |
| ------------------------ | ------------------------ | -------------------- | --------------------------- | ------------------------------- | ---------------------------- | --------------------------- | -------------------- | ------------------------ | ---------------------------- | --------------------------- | ---------------- |
| Dimitri Dragin           | Extra lättvikt (-60 kg)  | BYE                  | Khergiani (GEO) W 0101–0010 | Yekutiel (ISR) W 1000–0000      | Kishmakhov (RUS) W 0002–0000 | Paischer (AUT) L 0000–1001  | BYE                  | BYE                      | BYE                          | Sobirov (UZB) L 0000–0001   | 5                |
| Benjamin Darbelet        | Halv lättvikt (-66 kg)   | BYE                  | Rguig (MAR) W 1002–0000     | Mehmedovic (CAN) W 0001–0000    | Gadanov (RUS) W 1010–0010    | Pak (PRK) W 0201–0001       | BYE                  | BYE                      | BYE                          | Uchishiba (JPN) L 0000–1000 | 2                |
| Anthony Rodriguez        | Halv mellanvikt (-81 kg) | BYE                  | Cardenas (CUB) L 0001–0110  | Gick inte vidare                | Gick inte vidare             | Gick inte vidare            | Gick inte vidare     | Gick inte vidare         | Gick inte vidare             | Gick inte vidare            | Gick inte vidare |
| Yves-Matthieu Dafreville | Mellanvikt (-90 kg)      | i.u.                 | González (CUB) W 1000–0000  | Meloni (ITA) W 0010–0000        | Santos (BRA) W 1011–0001     | Benikhlef (ALG) L 0000–0001 | BYE                  | BYE                      | BYE                          | Mesbah (EGY) L 0000–0001    | 5                |
| Frederic Demontfaucon    | Halv tungvikt (-100 kg)  | i.u.                 | Ze'evi (ISR) L 0001–0010    | Gick inte vidare                | Gick inte vidare             | Gick inte vidare            | Gick inte vidare     | Gick inte vidare         | Gick inte vidare             | Gick inte vidare            | Gick inte vidare |
| Teddy Riner              | Tungvikt (+100 kg)       | BYE                  | Chedly (TUN) W 0010–0000    | Ikhsangaliyev (KAZ) W 1000–0000 | Tangriyev (UZB) L 0000–0001  | Gick inte vidare            | BYE                  | Tölzer (GER) W 0020–0010 | Schlittler (BRA) W 1000–0000 | Gujejiani (GEO) W 1011–0000 | 3                |

Damer
| Idrottare            | Gren                     | Sextondelsfinal             | Åttondelsfinal                | Kvartsfinal                   | Semifinal                 | Återkval 1           | Återkval 2                  | Återkval 3                  | Final / BM                   | Final / BM       |
| Idrottare            | Gren                     | Motståndare Resultat        | Motståndare Resultat          | Motståndare Resultat          | Motståndare Resultat      | Motståndare Resultat | Motståndare Resultat        | Motståndare Resultat        | Motståndare Resultat         | Placering        |
| -------------------- | ------------------------ | --------------------------- | ----------------------------- | ----------------------------- | ------------------------- | -------------------- | --------------------------- | --------------------------- | ---------------------------- | ---------------- |
| Frédérique Jossinet  | Extra lättvikt (-48 kg)  | Nurgazina (KAZ) L 0000–1000 | Gick inte vidare              | Gick inte vidare              | Gick inte vidare          | Gick inte vidare     | Gick inte vidare            | Gick inte vidare            | Gick inte vidare             | Gick inte vidare |
| Audrey La Rizza      | Halv lättvikt (-52 kg)   | Heylen (BEL) L 0000–0001    | Gick inte vidare              | Gick inte vidare              | Gick inte vidare          | Gick inte vidare     | Gick inte vidare            | Gick inte vidare            | Gick inte vidare             | Gick inte vidare |
| Barbara Harel        | Lättvikt (-57 kg)        | BYE                         | Kye S-H (PRK) W 0101–0010     | Quintavalle (ITA) L 0001–0010 | Gick inte vidare          | BYE                  | Bönisch (GER) W 0001–0000   | Baczko (HUN) W 0110–0010    | Xu Y (CHN) L 0101–1000       | 5                |
| Lucie Décosse        | Halv mellanvikt (-63 kg) | Žolnir (SLO) W 1010–0000    | Schlesinger (ISR) W 0011–0000 | von Harnier (GER) W 1001–0001 | Won O-I (PRK) W 0211–0000 | BYE                  | BYE                         | BYE                         | Tanimoto (JPN) L 0000–1000   | 2                |
| Gévrise Émane        | Mellanvikt (-70 kg)      | BYE                         | Iglesias (ESP) L 0000–0001    | Gick inte vidare              | Gick inte vidare          | Gick inte vidare     | Gick inte vidare            | Gick inte vidare            | Gick inte vidare             | Gick inte vidare |
| Stéphanie Possamaï   | Halv tungvikt (-78 kg)   | Briceño (ARG) W 0001–0000   | Miled (TUN) W 1010–0012       | Castillo (CUB) L 0000–0030    | Gick inte vidare          | BYE                  | Abikeyeva (KAZ) W 1010–0001 | Wollert (GER) W 0200–0000   | San Miguel (ESP) W 0100–0010 | 3                |
| Anne-Sophie Mondiere | Tungvikt (+78 kg)        | Shekerova (UZB) W 0200–0000 | Tsukada (JPN) L 0001–1000     | Gick inte vidare              | Gick inte vidare          | BYE                  | Zambotti (MEX) W 1010–0000  | Dorjgotov (MGL) L 0000–1000 | Gick inte vidare             | Gick inte vidare |

## Kanotsport
Slalom
| Tony Estanguet             | Herrarnas C-1 slalom | 89.99 | 8 | 86.09 | 6 | 176.08 | 6 Q | 93.92  | 9   | Gick inte vidare | Gick inte vidare | Gick inte vidare | Gick inte vidare |
| Fabien Lefèvre             | Herrarnas K-1 slalom | 85.66 | 9 | 84.70 | 2 | 168.06 | 2 Q | 87.21  | 3 Q | 86.09            | 2                | 173.30           | 2                |
| Cédric Forgit Martin Braud | Herrarnas C-2 slalom | 96.17 | 4 | 92.39 | 1 | 188.56 | 2 Q | 102.76 | 5 Q | 95.43            | 1                | 198.19           | 4                |
| Émilie Fer                 | Damernas K-1 slalom  | 96.90 | 5 | 92.78 | 3 | 189.68 | 5 Q | 98.50  | 2 Q | 153.46           | 7                | 251.96           | 7                |

Sprint
| Kanotist                          | Gren                 | Heat     | Heat      | Semifinal | Semifinal | Final            | Final            |
| Kanotist                          | Gren                 | Tid      | Placering | Tid       | Placering | Tid              | Placering        |
| --------------------------------- | -------------------- | -------- | --------- | --------- | --------- | ---------------- | ---------------- |
| Mathieu Goubel                    | Herrarnas C-1 500 m  | 1:49.527 | 3 QS      | 1:52.239  | 2 Q       | 1:49.056         | 4                |
| Mathieu Goubel                    | Herrarnas C-1 1000 m | 3:56.972 | 2 QS      | 3:57.607  | 1 Q       | 3:57.889         | 7                |
| Arnaud Hybois                     | Herrarnas K-1 500 m  | 1:37.902 | 4 QS      | 1:43.559  | 5         | Gick inte vidare | Gick inte vidare |
| Cyrille Carre Philippe Colin      | Herrarnas K-2 1000 m | 3:18.968 | 3 QF      | BYE       | BYE       | 3:16.532         | 6                |
| Bertrand Hemonic William Tchamba  | Herrarnas C-2 500 m  | 1:43.453 | 6 QS      | 1:43.874  | 6         | Gick inte vidare | Gick inte vidare |
| Bertrand Hemonic William Tchamba  | Herrarnas C-2 1000 m | 3:46.431 | 5 QS      | 3:48.406  | 6         | Gick inte vidare | Gick inte vidare |
| Sébastien Jouve Vincent Lecrubier | Herrarnas K-2 500 m  | 1:29.805 | 2 QF      | BYE       | BYE       | 1:31.312         | 7                |
| Marie Delattre Anne-Laure Viard   | Damernas K-2 500 m   | 1.43.832 | 2 QF      | BYE       | BYE       | 1.42.128         | 3                |

## Konstsim
| Idrottare                               | Gren           | Teknisk rutin | Teknisk rutin | Fri rutin (inledande) | Fri rutin (inledande)  | Fri rutin (inledande) | Fri rutin (final) | Fri rutin (final)      | Fri rutin (final) |
| Idrottare                               | Gren           | Poäng         | Placering     | Poäng                 | Totalt (teknisk + fri) | Placering             | Placering         | Totalt (teknisk + fri) | Placering         |
| --------------------------------------- | -------------- | ------------- | ------------- | --------------------- | ---------------------- | --------------------- | ----------------- | ---------------------- | ----------------- |
| Apolline Dreyfuss Lila Meessemann-Bakir | Damernas duett | 44.750        | 11            | 45.250                | 90.000                 | 11 Q                  | 45.583            | 90.333                 | 11                |

## Modern femkamp
| Idrottare           | Gren   | Skytte (10 meter luftpistol) | Skytte (10 meter luftpistol) | Skytte (10 meter luftpistol) | Fäktning (värja) | Fäktning (värja) | Fäktning (värja) | Simning (200 m frisim) | Simning (200 m frisim) | Simning (200 m frisim) | Ridsport (hästhoppning) | Ridsport (hästhoppning) | Ridsport (hästhoppning) | Löpning (3000 m) | Löpning (3000 m) | Löpning (3000 m) | Totalpoäng | Slutresultat |
| Idrottare           | Gren   | Poäng                        | Placering                    | MF-poäng                     | Resultat         | Placering        | MF-poäng         | Tid                    | Placering              | MF-poäng               | Straff                  | Placering               | MF-poäng                | Tid              | Placering        | MF-poäng         | Totalpoäng | Slutresultat |
| ------------------- | ------ | ---------------------------- | ---------------------------- | ---------------------------- | ---------------- | ---------------- | ---------------- | ---------------------- | ---------------------- | ---------------------- | ----------------------- | ----------------------- | ----------------------- | ---------------- | ---------------- | ---------------- | ---------- | ------------ |
| Jean Maxence Berrou | Herrar | 176                          | 26                           | 1048                         | 10–25            | 36               | 640              | 2:04,52                | 14                     | 1308                   | 140                     | 13                      | 1060                    | 9:21,71          | 15               | 1116             | 5172       | 23           |
| John Zakrzewski     | Herrar | 168                          | 33                           | 952                          | 19–16            | 10               | 856              | 2:04,23                | 12                     | 1312                   | DNF                     | 33                      | 160                     | 10:04,15         | 32               | 984              | 4264       | 34           |
| Amelie Caze         | Damer  | 177                          | 22                           | 1060                         | 22–13            | 5                | 928              | 2:11,29                | 2                      | 1348                   | 84                      | 16                      | 1116                    | 10:59,82         | 22               | 1084             | 5536       | 9            |

## Ridsport

### Dressyr
| Idrottare                                 | Häst               | Gren                 | Grand Prix | Grand Prix | Grand Prix Special | Grand Prix Special | Grand Prix Fristil | Grand Prix Fristil | Totalt           | Totalt           |
| Idrottare                                 | Häst               | Gren                 | Poäng      | Placering  | Poäng              | Placering          | Poäng              | Placering          | Poäng            | Placering        |
| ----------------------------------------- | ------------------ | -------------------- | ---------- | ---------- | ------------------ | ------------------ | ------------------ | ------------------ | ---------------- | ---------------- |
| Marc Boblet                               | Whitini Star       | Individuell dressyr  | 66,125     | 21 Q       | 65,640             | 21                 | Gick inte vidare   | Gick inte vidare   | Gick inte vidare | Gick inte vidare |
| Julia Chevanne                            | Calimucho          | Individuell dressyr  | 63,250     | 32         | Gick inte vidare   | Gick inte vidare   | Gick inte vidare   | Gick inte vidare   | Gick inte vidare | Gick inte vidare |
| Hubert Perring                            | Diabolo St Maurice | Individuell dressyr  | 66,833     | 20 Q       | 62,680             | 25                 | Gick inte vidare   | Gick inte vidare   | Gick inte vidare | Gick inte vidare |
| Marc Boblet Julia Chevanne Hubert Perring | Se ovan            | Lagtävling i dressyr | 65,403     | 8          | i.u.               | i.u.               | i.u.               | i.u.               | 65,403           | 7                |

### Fälttävlan
| Ryttare                                       | Häst               | Gren                    | Dressyr                  | Dressyr                  | Terräng                  | Terräng                  | Terräng                  | Hoppning                 | Hoppning                 | Hoppning                 | Hoppning                 | Hoppning                 | Hoppning                 | Totalt                   | Totalt                   |
| Ryttare                                       | Häst               | Gren                    | Dressyr                  | Dressyr                  | Terräng                  | Terräng                  | Terräng                  | Kvalificerad             | Kvalificerad             | Kvalificerad             | Final                    | Final                    | Final                    | Totalt                   | Totalt                   |
| Ryttare                                       | Häst               | Gren                    | Straff                   | Placering                | Straff                   | Totalt                   | Placering                | Straff                   | Totalt                   | Placering                | Straff                   | Totalt                   | Placering                | Straff                   | Placering                |
| --------------------------------------------- | ------------------ | ----------------------- | ------------------------ | ------------------------ | ------------------------ | ------------------------ | ------------------------ | ------------------------ | ------------------------ | ------------------------ | ------------------------ | ------------------------ | ------------------------ | ------------------------ | ------------------------ |
| Jean Renaud Adde                              | Haston D'Elpegere  | Individuell fälttävlan  | 56,90                    | 53                       | Eliminerad               | Eliminerad               | Eliminerad               | Gick inte vidare         | Gick inte vidare         | Gick inte vidare         | Gick inte vidare         | Gick inte vidare         | Gick inte vidare         | Gick inte vidare         | Gick inte vidare         |
| Didier Dhennin                                | Ismene Du Temple   | Individuell fälttävlan  | 42,80                    | 17                       | 14,00                    | 56,80                    | 7                        | 3,00                     | 59,80                    | 11 Q                     | 0,00                     | 59,80                    | 6                        | 59,80                    | 6                        |
| Nicolas Touzaint                              | Galan De Sauvagere | Individuell fälttävlan  | Drog sig ur – Hästskada* | Drog sig ur – Hästskada* | Drog sig ur – Hästskada* | Drog sig ur – Hästskada* | Drog sig ur – Hästskada* | Drog sig ur – Hästskada* | Drog sig ur – Hästskada* | Drog sig ur – Hästskada* | Drog sig ur – Hästskada* | Drog sig ur – Hästskada* | Drog sig ur – Hästskada* | Drog sig ur – Hästskada* | Drog sig ur – Hästskada* |
| Eric Vigeanel                                 | Coronado Prior     | Individuell fälttävlan  | 53,00                    | 44                       | 26,00                    | 79,00                    | 30                       | 0.00                     | 79,00                    | 23 Q                     | 4,00                     | 83,00                    | 20                       | 83,00                    | 20                       |
| Didier Dhennin Eric Vigeanel Jean Renaud Adde | Se ovan            | Lagtävling i fälttävlan | 152,70                   | 8                        | 983,10                   | 1135,80                  | 11                       | 3.00                     | 1138,80                  | 11                       | i.u.                     | i.u.                     | i.u.                     | 1138,80                  | 11                       |

## Rodd
Herrar
| Idrottare                                                               | Gren                        | Heat    | Heat      | Återkval | Återkval  | Semifinal | Semifinal | Final   | Final     | Final |
| Idrottare                                                               | Gren                        | Tid     | Placering | Tid      | Placering | Tid       | Placering | Tid     | Placering |       |
| ----------------------------------------------------------------------- | --------------------------- | ------- | --------- | -------- | --------- | --------- | --------- | ------- | --------- | ----- |
| Laurent Cadot Erwan Peron                                               | Tvåa utan styrman           | 6:46,57 | 1 SA/B    | BYE      | BYE       | 6:44,29   | 5 FB      | 6:54,40 | 9         |       |
| Adrien Hardy Jean-Baptiste Macquet                                      | Dubbelsculler               | 6:21,92 | 2 SA/B    | BYE      | BYE       | 6:18,86   | 1 FA      | 6:33,36 | 5         |       |
| Maxime Boisset Frederic Dufour                                          | Lättvikts-dubbelsculler     | 6:20,17 | 2 SA/B    | BYE      | BYE       | 6:41,18   | 5 FB      | 6:32,65 | 11        |       |
| Germain Chardin Julien Desprès Dorian Mortelette Benjamin Rondeau       | Fyra utan styrman           | 6:05,00 | 4 R       | 6:00,01  | 2 SA/B    | 5:56,73   | 3 FA      | 6:09,31 | 3         |       |
| Julien Bahain Cedric Berrest Jonathan Coeffic Pierre-Jean Peltier       | Scullerfyra                 | 5:41,75 | 2 SA/B    | BYE      | BYE       | 5:53,04   | 3 FA      | 5:44,34 | 3         |       |
| Jean-Christophe Bette Guillaume Raineau Franck Solforosi Fabien Tilliet | Lättvikts-fyra utan styrman | 5:51,68 | 2 SA/B    | BYE      | BYE       | 6:07,26   | 2 FA      | 5:51,22 | 4         |       |

Damer
| Idrottare                             | Gren              | Heat    | Heat      | Återkval | Återkval  | Kvartsfinal | Kvartsfinal | Semifinal | Semifinal | Final   | Final     | Final |
| Idrottare                             | Gren              | Tid     | Placering | Tid      | Placering | Tid         | Placering   | Tid       | Placering | Tid     | Placering |       |
| ------------------------------------- | ----------------- | ------- | --------- | -------- | --------- | ----------- | ----------- | --------- | --------- | ------- | --------- | ----- |
| Sophie Balmary                        | Singelsculler     | 7:47,37 | 3 QF      | i.u.     | i.u.      | 7:37,01     | 2 SA/B      | 7:56,73   | 6 FB      | 7:58,88 | 12        |       |
| Stephanie Dechand Inene Pascal-Pretre | Tvåa utan styrman | 7:42,92 | 5 R       | 7:41,87  | 4 FB      | i.u.        | i.u.        | i.u.      | i.u.      | 7:36,25 | 8         |       |

## Segling
Herrar
| Seglare                             | Gren    | Lopp | Lopp | Lopp | Lopp | Lopp | Lopp | Lopp | Lopp | Lopp | Lopp | Lopp | Summerad poäng | Finalplacering |
| Seglare                             | Gren    | 1    | 2    | 3    | 4    | 5    | 6    | 7    | 8    | 9    | 10   | M*   | Summerad poäng | Finalplacering |
| ----------------------------------- | ------- | ---- | ---- | ---- | ---- | ---- | ---- | ---- | ---- | ---- | ---- | ---- | -------------- | -------------- |
| Julien Bontemps                     | RS:X    | 13   | 1    | 5    | 4    | 10   | 8    | 2    | 10   | 2    | 3    | 8    | 53             | 2              |
| Jean Baptiste Bernaz                | Laser   | 19   | 1    | 12   | 9    | 6    | 10   | 30   | 5    | 34   | CAN  | 12   | 104            | 8              |
| Olivier Bausset Nicolas Charbonnier | 470     | 6    | 3    | 8    | 1    | 6    | 18   | 3    | 14   | 7    | 20   | 12   | 78             | 3              |
| Pascal Rambeau Xavier Rohart        | Starbåt | 12   | 1    | 5    | 4    | 7    | 6    | 9    | 9    | 8    | 2    | 18   | 69             | 6              |

M = Medaljlopp; EL = Eliminerad – gick inte vidare till medaljloppet;
Damer
| Seglare                                         | Gren         | Lopp | Lopp | Lopp | Lopp | Lopp   | Lopp | Lopp | Lopp | Lopp | Lopp | Lopp | Summerad poäng | Finalplacering |
| Seglare                                         | Gren         | 1    | 2    | 3    | 4    | 5      | 6    | 7    | 8    | 9    | 10   | M*   | Summerad poäng | Finalplacering |
| ----------------------------------------------- | ------------ | ---- | ---- | ---- | ---- | ------ | ---- | ---- | ---- | ---- | ---- | ---- | -------------- | -------------- |
| Faustine Merret                                 | RS:X         | 8    | 28   | 10   | 7    | 11     | 19   | 17   | 18   | 7    | 3    | EL   | 100            | 11             |
| Sarah Steyaert                                  | Laser radial | 11   | 1    | 21   | 3    | 29 BFD | 1    | 3    | 10   | 11   | CAN  | 16   | 77             | 5              |
| Gwendolyn Lemaitre Ingrid Petitjean             | 470          | 1    | 11   | 16   | 8    | 17     | 9    | 9    | 9    | 13   | 9    | EL   | 85             | 11             |
| Julie Gerecht Anne Le Helley Catherine Lepesant | Yngling      | 4    | 15   | 1    | 14   | 5      | 10   | 10   | 2    | CAN  | CAN  | 10   | 56             | 5              |

M = Medaljlopp; EL = Eliminerad – gick inte vidare till medaljloppet;
Öppen
| Seglare                          | Gren      | Lopp | Lopp | Lopp | Lopp | Lopp | Lopp | Lopp | Lopp | Lopp | Lopp | Lopp | Lopp | Lopp | Lopp | Lopp | Lopp | Summerad poäng | Finalplacering |
| Seglare                          | Gren      | 1    | 2    | 3    | 4    | 5    | 6    | 7    | 8    | 9    | 10   | 11   | 12   | 13   | 14   | 15   | M*   | Summerad poäng | Finalplacering |
| -------------------------------- | --------- | ---- | ---- | ---- | ---- | ---- | ---- | ---- | ---- | ---- | ---- | ---- | ---- | ---- | ---- | ---- | ---- | -------------- | -------------- |
| Guillaume Florent                | Finnjolle | 5    | 8    | 20   | 3    | 4    | 6    | 4    | 21   | CAN  | CAN  | i.u. | i.u. | i.u. | i.u. | i.u. | 8    | 58             | 3              |
| Emmanuel Dyen Yann Rocherieux    | 49er      | 7    | 8    | 4    | 5    | 11   | 13   | 11   | 13   | 14   | 7    | 6    | 17   | CAN  | CAN  | CAN  | 10   | 109            | 10             |
| Christophe Espagnon Xavier Revil | Tornado   | 7    | 2    | 10   | 16   | 9    | 10   | 10   | 4    | 10   | 7    | i.u. | i.u. | i.u. | i.u. | i.u. | EL   | 69             | 11             |

M = Medaljlopp; EL = Eliminerad – gick inte vidare till medaljloppet;

## Simning
- Huvudartikel: Simning vid olympiska sommarspelen 2008

## Simhopp
Damer
| Idrottare     | Gren | Kval   | Kval      | Semifinal        | Semifinal        | Final            | Final            |
| Idrottare     | Gren | Poäng  | Placering | Poäng            | Placering        | Poäng            | Placering        |
| ------------- | ---- | ------ | --------- | ---------------- | ---------------- | ---------------- | ---------------- |
| Claire Febvay | 10 m | 255,30 | 25        | Gick inte vidare | Gick inte vidare | Gick inte vidare | Gick inte vidare |
| Audrey Labeau | 10 m | 289,95 | 21        | Gick inte vidare | Gick inte vidare | Gick inte vidare | Gick inte vidare |

## Skytte
- Huvudartikel: Skytte vid olympiska sommarspelen 2008

## Taekwondo
| Idrottare       | Gren             | Åttondelsfinaler     | Kvartsfinaler                   | Semifinaer            | Återkval             | Bronsmatch           | Final                | Final            |
| Idrottare       | Gren             | Motståndare Resultat | Motståndare Resultat            | Motståndare Resultat  | Motståndare Resultat | Motståndare Resultat | Motståndare Resultat | Placering        |
| --------------- | ---------------- | -------------------- | ------------------------------- | --------------------- | -------------------- | -------------------- | -------------------- | ---------------- |
| Mickael Borot   | Herrarnas +80 kg | Keita (MLI) L 5–6    | Gick inte vidare                | Gick inte vidare      | Gick inte vidare     | Gick inte vidare     | Gick inte vidare     | Gick inte vidare |
| Gwladys Épangue | Damernas −67 kg  | Nurkina (KAZ) W 3–0  | Benabderrassoul (MAR) W 1–1 SUP | Hwang K-S (KOR) L 1–2 | Bye                  | Morgan (AUS) W 4–1   | Gick inte vidare     | 3                |

## Tennis
Herrar
| Spelare                       | Gren       | Omgång 1                             | Omgång 2                         | Åttondelsfinaler                     | Kvartsfinaler                                  | Semifinaler                                      | Final / BM                              | Final / BM       |                  |
| Spelare                       | Gren       | Motståndare Poäng                    | Motståndare Poäng                | Motståndare Poäng                    | Motståndare Poäng                              | Motståndare Poäng                                | Motståndare Poäng                       | Placering        |                  |
| ----------------------------- | ---------- | ------------------------------------ | -------------------------------- | ------------------------------------ | ---------------------------------------------- | ------------------------------------------------ | --------------------------------------- | ---------------- | ---------------- |
| Michaël Llodra                | Herrsingel | Štěpánek (CZE) W 4–6, 7–6(7–5), 11–9 | Andreev (RUS) L 4–6, 6–3, 1–6    | Gick inte vidare                     | Gick inte vidare                               | Gick inte vidare                                 | Gick inte vidare                        | Gick inte vidare |                  |
| Paul-Henri Mathieu            | Herrsingel | Lapentti (ECU) W 7–6(7–4), 6–2       | Davydenko (RUS) W 7–5, 6–3       | Kiefer (GER) W 6–3, 7–5              | González (CHI) L 4–6, 4–6                      | Gick inte vidare                                 | Gick inte vidare                        | Gick inte vidare | Gick inte vidare |
| Gaël Monfils                  | Herrsingel | Almagro (ESP) W 6–4, 3–6, 6–3        | Hănescu (ROU) W 6–4, 7–6(7–5)    | Nalbandian (ARG) W 6–4, 6–4          | Đoković (SRB) L 6–4, 1–6, 4–6                  | Gick inte vidare                                 | Gick inte vidare                        | Gick inte vidare | Gick inte vidare |
| Gilles Simon                  | Herrsingel | Söderling (SWE) W 6–4, 6–4           | Cañas (ARG) W 7–5, 6–1           | Blake (USA) L 4–6, 2–6               | Gick inte vidare                               | Gick inte vidare                                 | Gick inte vidare                        | Gick inte vidare | Gick inte vidare |
| Arnaud Clément Michaël Llodra | Herrdubbel | i.u.                                 | Erlich / Ram (ISR) W 6–4, 6–4    | A Murray / J Murray (GBR) W 6–1, 6–3 | Andreev / Davydenko (RUS) W 6–2, 6–7(4–7), 6–4 | Aspelin / Johansson (SWE) L 6–7(6–8), 6–4, 17–19 | B Bryan / M Bryan (USA) L 6–3, 3–6, 4–6 | 4                |                  |
| Gaël Monfils Gilles Simon     | Herrdubbel | i.u.                                 | Bhupathi / Paes (IND) L 3–6, 3–6 | Gick inte vidare                     | Gick inte vidare                               | Gick inte vidare                                 | Gick inte vidare                        | Gick inte vidare |                  |

Damer
| Spelare                            | Gren      | Omgång 1                                         | Omgång 2                                              | Åttondelsfinaler                                 | Kvartsfinaler                                    | Semifinaler                                      | Final / BM                                       | Final / BM                                       |
| Spelare                            | Gren      | Motståndare Poäng                                | Motståndare Poäng                                     | Motståndare Poäng                                | Motståndare Poäng                                | Motståndare Poäng                                | Motståndare Poäng                                | Placering                                        |
| ---------------------------------- | --------- | ------------------------------------------------ | ----------------------------------------------------- | ------------------------------------------------ | ------------------------------------------------ | ------------------------------------------------ | ------------------------------------------------ | ------------------------------------------------ |
| Alizé Cornet                       | Damsingel | Vaidišová (CZE) W 4–6, 6–1, 6–4                  | Peng S (CHN) W 6–2, 6–2                               | S Williams (USA) L 6–3, 3–6, 4–6                 | Gick inte vidare                                 | Gick inte vidare                                 | Gick inte vidare                                 | Gick inte vidare                                 |
| Tatiana Golovin                    | Damsingel | Drog sig ur på grund av skada den 9 augusti 2008 | Drog sig ur på grund av skada den 9 augusti 2008      | Drog sig ur på grund av skada den 9 augusti 2008 | Drog sig ur på grund av skada den 9 augusti 2008 | Drog sig ur på grund av skada den 9 augusti 2008 | Drog sig ur på grund av skada den 9 augusti 2008 | Drog sig ur på grund av skada den 9 augusti 2008 |
| Pauline Parmentier                 | Damsingel | Cibulková (SVK) L 1–6, 5–7                       | Gick inte vidare                                      | Gick inte vidare                                 | Gick inte vidare                                 | Gick inte vidare                                 | Gick inte vidare                                 | Gick inte vidare                                 |
| Virginie Razzano                   | Damsingel | Daniilidou (GRE) W 6–3, 6–3                      | Kanepi (EST) L 4–6, 5–7                               | Gick inte vidare                                 | Gick inte vidare                                 | Gick inte vidare                                 | Gick inte vidare                                 | Gick inte vidare                                 |
| Alizé Cornet Virginie Razzano      | Damdubbel | i.u.                                             | Chan Y-j / Chuang C-j (TPE) L 6–7(2–7), 7–6(7–3), 5–7 | Gick inte vidare                                 | Gick inte vidare                                 | Gick inte vidare                                 | Gick inte vidare                                 | Gick inte vidare                                 |
| Tatiana Golovin Pauline Parmentier | Damdubbel | Drog sig ur på grund av skada den 9 augusti 2008 | Drog sig ur på grund av skada den 9 augusti 2008      | Drog sig ur på grund av skada den 9 augusti 2008 | Drog sig ur på grund av skada den 9 augusti 2008 | Drog sig ur på grund av skada den 9 augusti 2008 | Drog sig ur på grund av skada den 9 augusti 2008 | Drog sig ur på grund av skada den 9 augusti 2008 |

## Triathlon
| Triathlet         | Gren                | Simning (1.5 km) | Trans 1 | Cykling (40 km) | Trans 2 | Löpning (10 km) | Total tid       | Placering       |
| ----------------- | ------------------- | ---------------- | ------- | --------------- | ------- | --------------- | --------------- | --------------- |
| Frederic Belaubre | Herrarnas triathlon | 18:03            | 0:28    | 59:11           | 0:30    | 31:48           | 1:50:00,30      | 10              |
| Tony Moulai       | Herrarnas triathlon | 18:27            | 0:29    | 58:49           | 0:30    | Fullföljde inte | Fullföljde inte | Fullföljde inte |
| Laurent Vidal     | Herrarnas triathlon | 18:49            | 0:29    | 58:24           | 0:29    | 34:51           | 1:53:02,79      | 36              |
| Jessica Harrison  | Damernas triathlon  | 19:56            | 0:30    | 1:04:14         | 0:32    | 36:19           | 2:01:31,74      | 12              |
| Carole Péon       | Damernas triathlon  | 20:22            | 0:31    | 1:06:41         | 0:35    | 37:55           | 2:06:04,28      | 34              |

## Tyngdlyftning
- Huvudartikel: Tyngdlyftning vid olympiska sommarspelen 2008